# Museum Villa Rot
Das Museum Villa Rot ist ein Ausstellungshaus für internationale zeitgenössische Kunst im Ortsteil Rot der Gemeinde Burgrieden im Landkreis Biberach, Oberschwaben. Es befindet sich im Eigentum der Hoenes-Stiftung.

## Geschichte

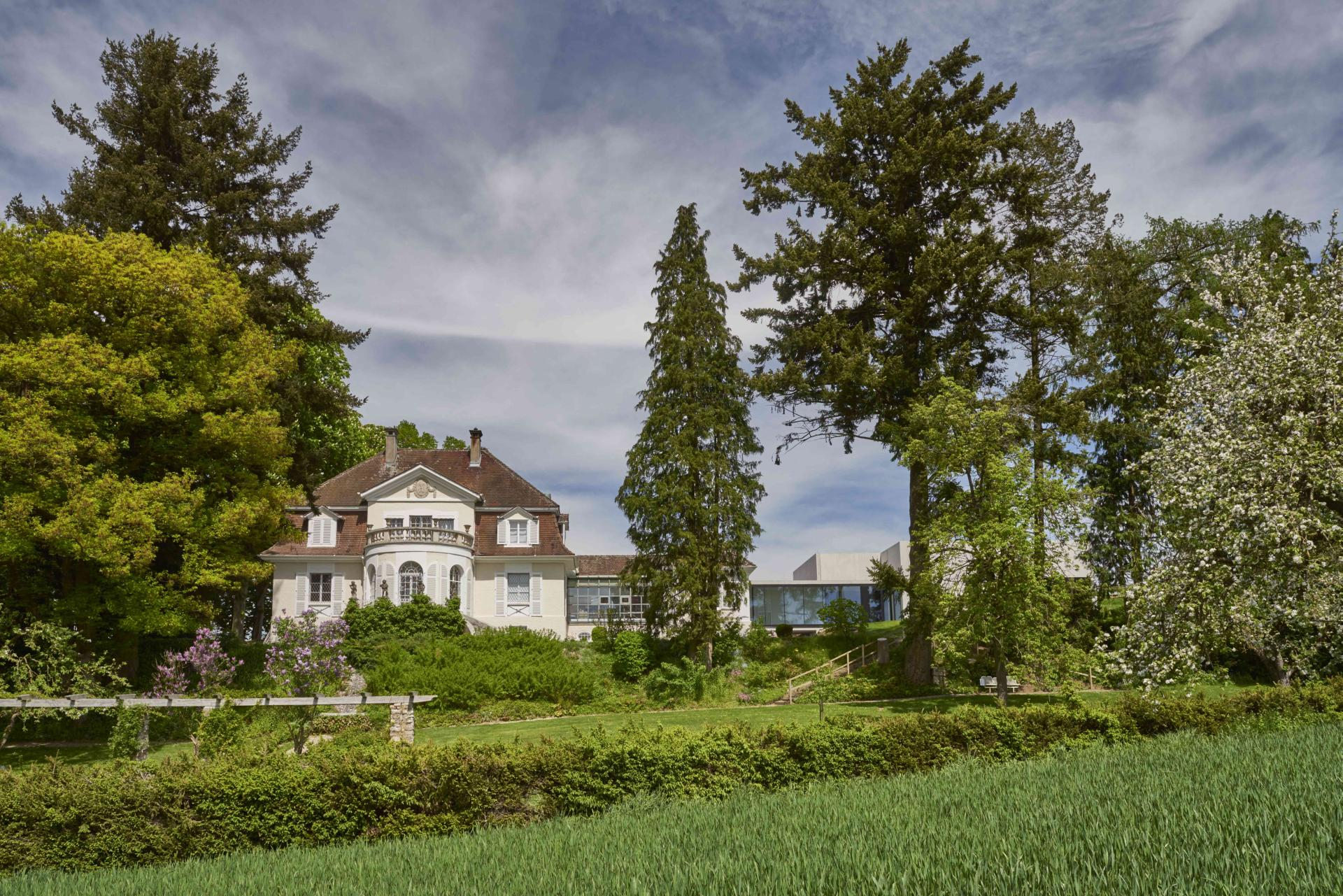
Villa und Park, von Süden

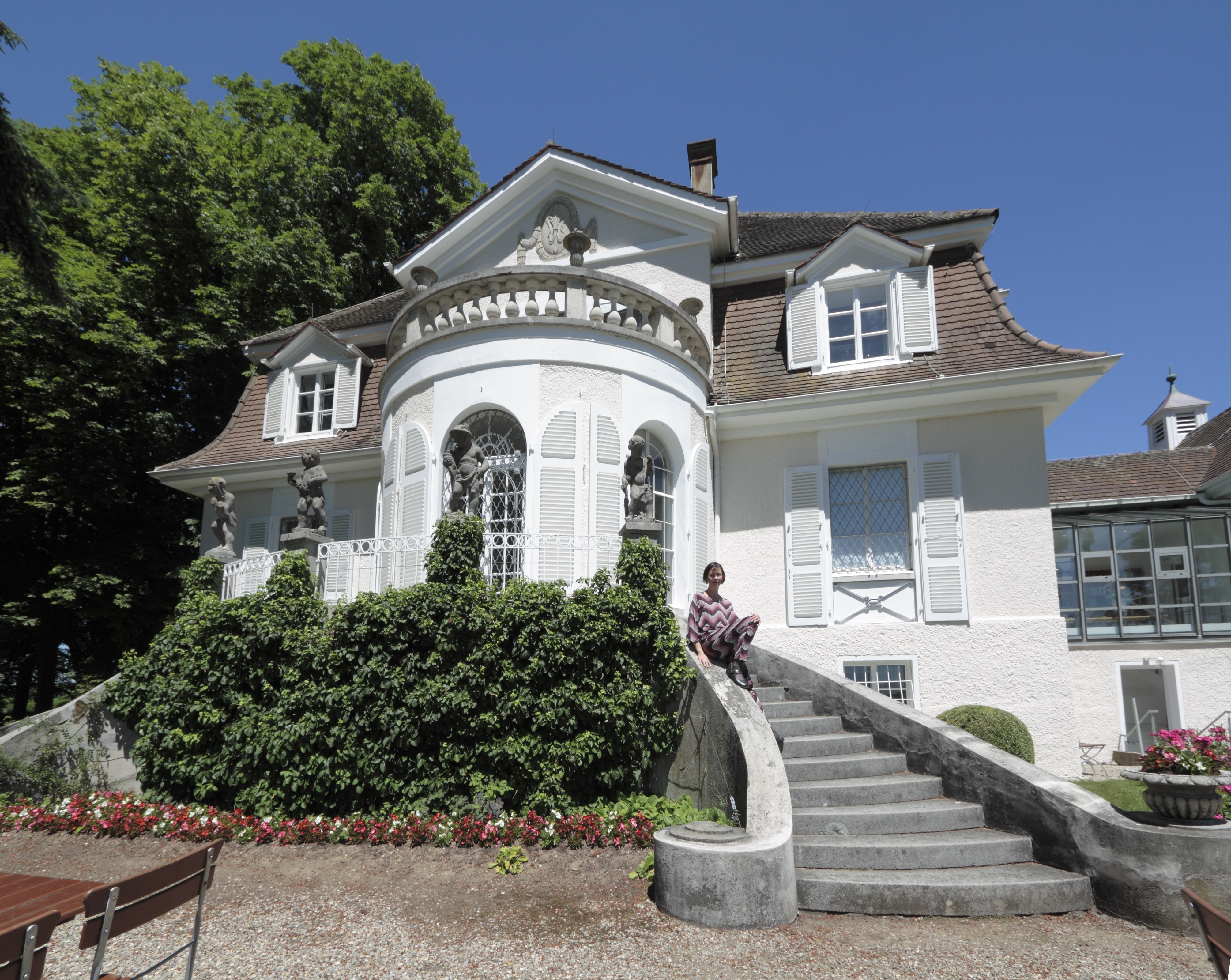
Museum Villa Rot, von Süden

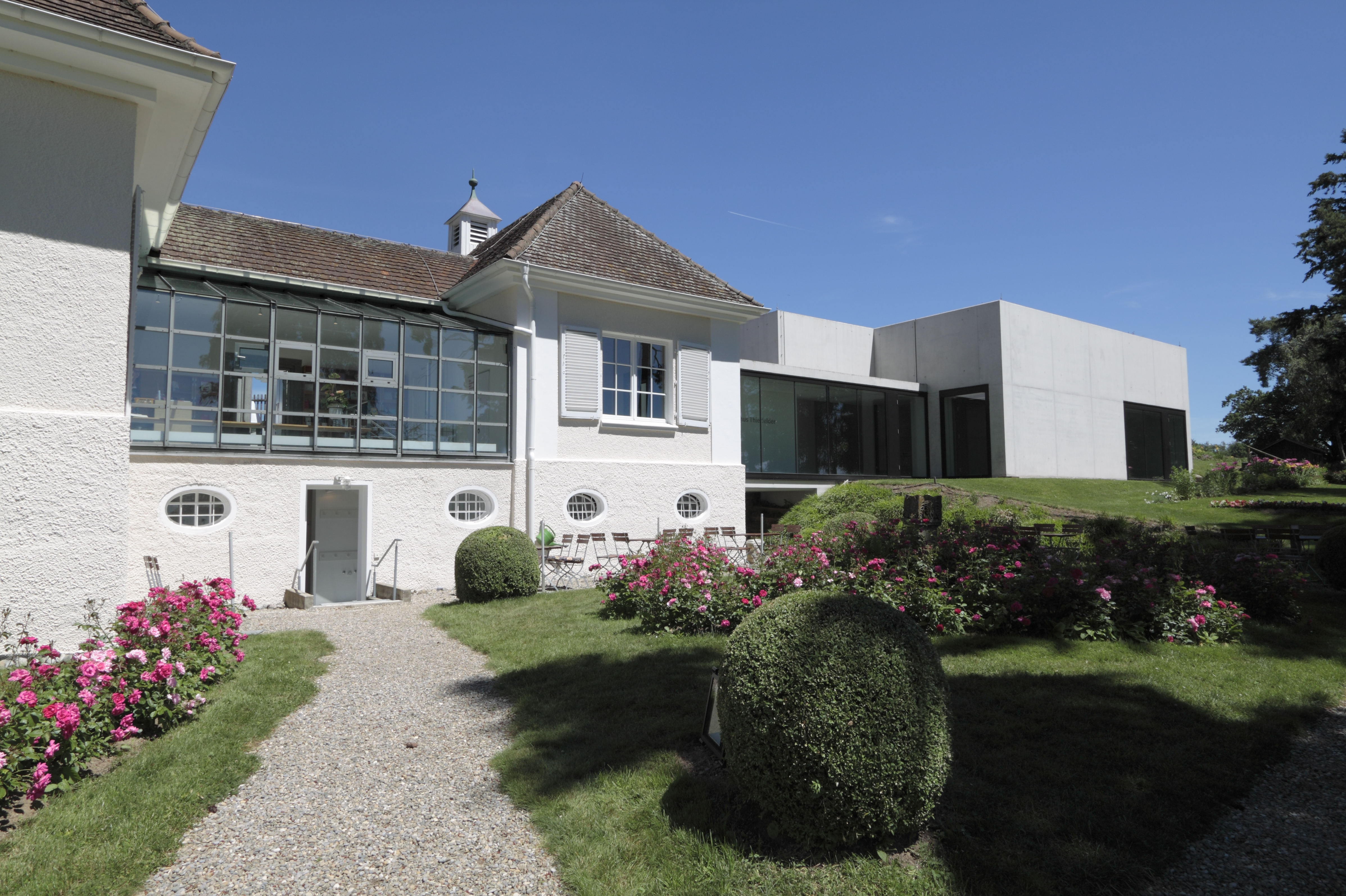
Museum Villa Rot, moderner Anbau

Die im Stilpluralismus erbaute Villa liegt am südlichen Ortsende von Rot über dem Tal der Rot, an der Landstraße 259, die über Orsenhausen und Großschafhausen nach Schwendi führt. Sie ist umgeben von einem Zaun, innerhalb dessen sich ein historisches Parkgelände befindet.
Erbaut wurde die Villa im Jahr 1912. Der Bauherr war Raymund Fugger (1870–1949), der einer Seitenlinie der Familie Fugger entstammte, weswegen sie auch „Villa Fugger“ genannt wird. Architekt war Balthasar von Hornstein-Grüningen. Im Jahr 1925 musste Raymund Fugger den Besitz jedoch wieder abgeben, da er in Geldnot geriet. Daraufhin erwarb Alexandra von Hornstein (1903–1932) das kleine Landschlösschen. Sie lebte dort bis zu ihrem Freitod. Sie pflegte eine enge Freundschaft zu ihrer Internatsfreundin Feodora Christ (1903–1983), die ihren Hauptwohnsitz in München hatte, allerdings oft länger Zeit zu Besuch in Burgrieden war. Ihr vererbte sie das gesamte Anwesen.
Im Jahr 1933 übernahm Feodora Christ die Villa und heiratete im selben Jahr den Musiker Herman Hoenes (1900–1978). Der Cellist Herman Hoenes war von 1932 bis 1935 stellvertretender Dirigent des „Reichs-Symphonie-Orchesters“. Das Ehepaar zog sich in die Villa nach Rot zurück und widmete sich der Sammlung von vornehmlich asiatischer Kunst.
Die Kunstsammlung des Ehepaars Hoenes, das Anwesen mit Park einschließlich aller Vermögenswerte wurden von Feodora Hoenes in eine Museumsstiftung – die Hoenes-Stiftung – eingebracht. Ab 1989 war der Historiker Norbert Deuchert zunächst damit betraut die umfangreiche Sammlung des Stifterehepaares aufzuarbeiten und ein Konzept zur musealen Nutzung des Hauses zu konzipieren. 1992 wurde aus dem Fuggerschlösschen dann das Museum Villa Rot, das am 28. August des Jahres eröffnet wurde und dessen Leiter Deuchert bis 2007 war.
Heute ist das Museum Villa Rot ein Ausstellungshaus für internationale zeitgenössische Kunst mit interkultureller Programmatik. Gezeigt werden Ausstellungen, die sich mit den inhaltlichen und formalen Grenzbereichen von Kunst, Kultur und Gesellschaft auseinandersetzen.
Im Jahre 2014 erhielt das Museum einen Anbau, der sich in die Parklandschaft einfügt, und die Ausstellungsfläche erweitert. Als Gegenpol zu den intimen Kabinetträumen des historischen Bestandsgebäudes bietet der vom Böblinger Architekturbüro Hinrichsmeier & Bertsch entworfene Erweiterungsbau Platz für raumgreifende Skulpturen, Plastiken und Installationen. Der Bau erhielt im Jahre 2015 die Auszeichnung „Beispielhaftes Bauen“ durch die Architektenkammer Baden-Württemberg. Ermöglicht wurde der Bau unter anderem durch die zweckgebundene Stiftung des Künstlers Willi Siber, dem Partner und heutigem Ehemann der damaligen Leiterin Stefanie Dathe. Siber erhielt hierdurch einen dauerhaften Posten im Vorstand der Hoenes-Stiftung. Der Künstler übertrug einen repräsentativen Teil seiner Arbeiten der so genannten Kunsthalle Villa Rot, die dort verwahrt und regelmäßig dem Publikum zugänglich gemacht werden soll.
Das historische Gebäude verfügt unter anderem über einen bauzeitlichen Linoleumfußboden der Deutschen Linoleum-Werke in Delmenhorst (damals Delmenhorster Linoleumwerke), der teilweise vom Architekten Bruno Paul entworfen wurde.
Neben den Ausstellungen realisiert das Museum Villa Rot Konzertreihen. Der nach dem ehemaligen Bewohner, Cellisten und Dirigenten benannte Hoenessaal der Villa Rot bietet hierfür den Rahmen für diese Veranstaltungen.

## Leitung
Die bisherigen Leitungen des Museums waren:
- Norbert Deuchert (1992–2007)
- Stefanie Dathe (2008–2017)[6]
- Linnea Streit (2017)[7]
- Marco Hompes (2017–2021)[8]
- Thomas Schmäschke (2021–2022)[9]
- Sophie Charlotte Opitz (künstlerische Leitung, 2022–2023)[10]

## Freundeskreis
Der „Freundeskreis Museum Villa Rot“ wurde 1994 ins Vereinsregister eingetragen. Seither unterstützt er das Museum in unterschiedlichen Belangen wie Anschaffung von Mobiliar, technischer Ausstattung sowie bei Veranstaltungen.

## Ausstellungen

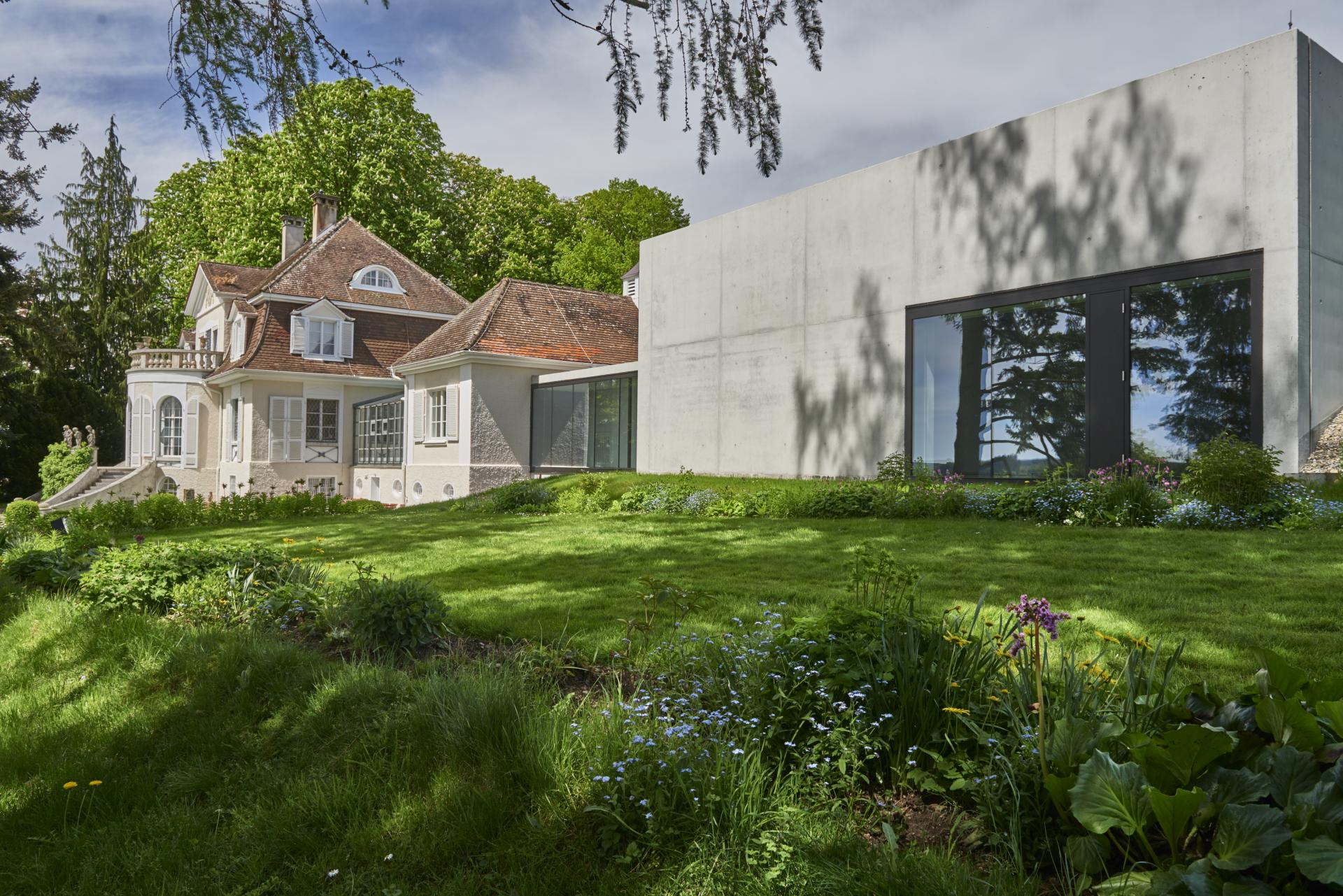
Neubau Kunsthalle Rot

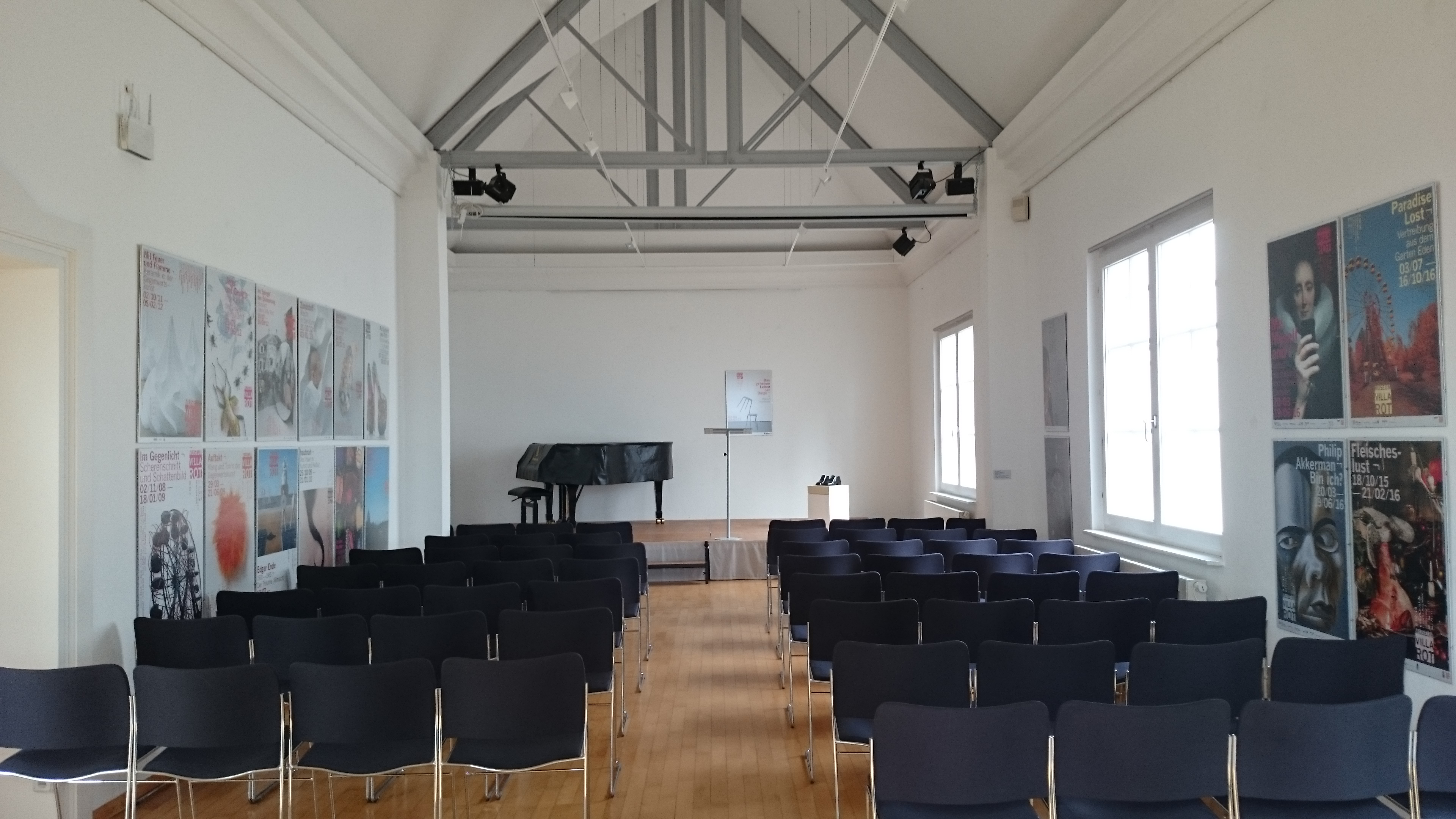
Hoenes-Saal

- 1995: Kunst des Buddhismus entlang der Seidenstraße
- 1998: Erde und Erz
- 1999: Das alte Japan
- 2000: Quilt-Triennale ; Welt der Masken
- 2001: Historische Krippen ; Qi Yang
- 2002: Darshan – Blickkontakte
- 2003: Jakob Bräckle – Winterbilder
- 2004: Wolfgang Laib ; Albert Cüppers – Hemdenbilder
- 2005: Ekstasen der Figur ; Märchen aus 1001 Nacht
- 2006: Kunst Landschaft Oberschwaben ; Kunst Landschaft Oberschwaben II
- 2007: Pracht und Askese
- 2008: In voller Blüte ; Inszenierte Wirklichkeit – Ursprung und Gegenwart der japanischen Fotografie
- 2009: hautnah – Das Haar in Kunst und Kultur
- 2010: Buden – Jugendkultur in Oberschwaben
- 2011: Mit Feuer und Flamme – Keramik in der Gegenwartskunst
- 2014/15: Alles Maskerade! Fasnacht, Karneval und Mummenschanz
- 2015: Es liegt was in der Luft – Düfte aus der ganzen Welt
- 2015/16: Fleischeslust[12]
- 2016: Paradise Lost – Die Vertreibung aus dem Garten Eden[13]
- 2017: Das geheime Leben der Dinge (+Magnus Thierfelder)[14][15]
- 2017: Die Sprachen des Textilen (+Anca Munteanu Rimnic)[16]
- 2017/18: Helle Kindheit – Dunkle Kindheit (+Dejan Kaludjerovic)[17][18]
- 2018: Formen der Natur (+Maximilian Prüfer: VIEH)[19][20]
- 2018: Zwischen Atelier und Labor (+Eckart Hahn)[21]
- 2018/19: Magie und Ritual (+Benedikt Hipp)[22][23]
- 2019: Inspiration Meisterwerk (+Pirating Presence)[24]
- 2019: Auf Herz und Nieren (+Malte Bruns)[25][26]
- 2019/20: der weg – Willi Siber 1980–2020
- 2020: Wald.Wolf.Wildnis[27][28][29]
- 2020: #stayathome – FIlme zum Innen und Außen (Onlineausstellung während der Corona-Pandemie)[30][31][32]
- 2020/21: Anderswelten: Malerei heute (+David Czupryn)[33][34][35]
- 2021: High End – Aktuelle bildhauerische Positionen (+Shaped Canvases 2021)[36]